# Michael Walters
Michael Walters is een Brits componist, dirigent en eufoniumspeler.

## Levensloop
Walters studeerde muziek aan de Royal Military School of Music "Kneller Hall" in Twickenham en behaalde aldaar zijn Bachelor of Music. Hij ontving de Cassels Bronze Medal en de Silver Medal of The Worshipful Company of Musicians. Hij kreeg studiebeursen van onder andere het Trinity College of Music en is sinds 2007 met promotiestudies bij Michael Spencer aan de School of Music van de Universiteit van Leeds bezig, om tot Ph.D. (Philosophiæ Doctor) te promoveren.
Al rond twintig jaar is hij als eufoniumspeler en bandmaster (tweede dirigent) in militaire kapellen van het Britse leger werkzaam. Eerst was hij eufoniumspeler in The Band of The Life Guards en vervolgens was hij State Trumpeter bij de Britse "Royal Family" en speelde bij staatsbanketten, diplomatische ontvangsten en andere significante Koninklijke en Nationale evenementen. Tegenwoordig is hij Bandmaster van de Band of H.M. Irish Guards te Londen. Naast zijn optredens in Groot-Brittannië verzorgde hij ook optredens in de Verenigde Staten, Canada, Bosnië, Zwitserland, België en Afghanistan.
Als componist schrijft hij voor orkest, harmonieorkest, brassband, koren en kamermuziek en zijn werken werden uitgevoerd in Europa, de Verenigde Staten, Singapore en Australië.

## Composities

### Werken voor orkest
- 2005 Two Particles, voor orkest

### Werken voor harmonieorkest en brassband
- 2000 Hyfrydol, voor mannenkoor en harmonieorkest of brassband
- 2001 The Castle Guard, voor harmonieorkest of brassband
- 2002 The Power of Faith, voor harmonieorkest of brassband
- 2002 Celebration!, voor harmonieorkest of brassband
- 2003 All for One!, fanfare voor harmonieorkest
- 2004 Sahagun, voor harmonieorkest of brassband
- 2005 For Right and Liberty, voor harmonieorkest of brassband
- 2006 Flourish and Evocation, voor harmonieorkest of brassband
- 2007 For Our Tommorows, slow march voor harmonieorkest

### Werken voor koren
- 2004 The Glory of Zion, voor gemengd koor, koperensemble, slagewerk en orgel

### Kamermuziek
- 2002 Fanfare and Processional, voor koperkwintet
- 2003 Boys and Girls, voor koperkwintet
- 2004 Footsteps, voor ensemble (drie strijkers en celesta)
- 2004 Shinto, voor shakuhachi, hichiriki en koto
- 2005 Momente 1.618....., voor ensemble
- Marching Around the Modes, voor koperkwintet